# صائد الثعالب الويلزي

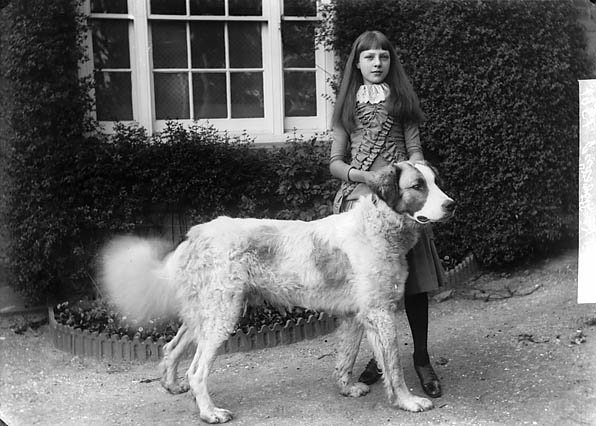

صائد الثعالب الولزي هي سلالة من كلاب الصيد من نوع صائد الثعالب الأصيلة في ويلز.